# Эд Вуд (фильм)
«Эд Вуд» (англ. Ed Wood) — американский драмедийный фильм режиссёра Тима Бёртона c Джонни Деппом в главной роли, снятый по биографической книге Рудольфа Грея «Кошмар экстаза» (англ. Nightmare of Ecstasy). Главный герой картины — Эдвард Вуд-младший — режиссёр, продюсер и сценарист, снискавший славу «худшего режиссёра всех времён и народов». Кинопроизведение охватывает период его жизни, когда он снимал свои наиболее знаменитые фильмы, а также фокусируется на его дружеских отношениях с Белой Лугоши. В фильме также снимались Мартин Ландау, удостоенный за эту актёрскую работу премий «Оскар» и «Золотой глобус», Сара Джессика Паркер, Билл Мюррей и другие.
Идея фильма пришла сценаристам Скотту Александеру и Ларри Карашевскому, когда они учились в Школе киноискусств университета Южной Калифорнии. Работа над сценариями для семейных фильмов им обоим надоела, и они заключили контракт с Бёртоном и Денизом Ди Нови на создание фильма-биографии. Изначально режиссёром картины должен был стать Майкл Леманн, но позже режиссёрское кресло занял Бёртон. Первоначально за создание фильма отвечала студия Columbia Pictures, но она отклонила решение Бёртона снимать в чёрно-белой гамме. Таким образом картина перешла в руки компании Walt Disney Pictures, которая выпустила фильм под своим лейблом Touchstone Pictures.
При всей биографичности ленты некоторые обстоятельства всё-таки были искажены. Фильм снискал одобрение критиков, но не имел коммерческого успеха. «Эд Вуд» стал лауреатом двух премий «Оскар» в категориях «Лучший грим» и «Лучшая мужская роль второго плана».

## Сюжет
1952 год, Лос-Анджелес. Эдвард Вуд, неудавшийся актёр театра, решает попасть в киноиндустрию. Однажды он узнаёт, что продюсер Джордж Вайс пытается приобрести права на экранизацию жизни Кристин Йоргенсен — первого мужчины, сменившего пол. Вуд добивается встречи с Вайсом, но тот объясняет Эдварду, что приобрести права невозможно. Продюсер решает снимать будущий фильм «Я сменил пол!» на вымышленной основе. Тем временем Эд знакомится со своим кумиром — актёром фильмов ужасов Белой Лугоши. Эд подвозит Белу до дома, и они становятся друзьями. Позже Вуд убеждает Вайса, что идеально подходит в качестве режиссёра фильма «Я сменил пол!», так как сам является трансвеститом. Также Эд решает задействовать в фильме Лугоши.
Эд и Вайс меняют название фильма на «Глен или Гленда». В новом фильме Эд является не только режиссёром, но и сценаристом, продюсером и исполнителем главной роли. Картина негативно встречается критиками и проваливается в прокате. Дорога в большое кино Эду закрыта: продюсер Джордж заявляет ему, что это худшая картина, которую он когда-либо видел. Но девушка Вуда, Долорес Фулер, утешает его, объясняя, что его фильм не подходит для студийной системы, и что он может найти независимых спонсоров для своего следующего фильма — «Невеста монстра».
Эд терпит неудачи в попытках нахождения денег для съёмок нового фильма. Но вскоре он убеждает мясного промышленника Дона Маккоя взять на себя спонсирование картины. Тот соглашается, но с условиями, что фильм закончится грандиозным ядерным взрывом, и его умственно отсталый сын Тони снимется в главной роли. Эду удаётся закончить фильм, но Долорес рвёт отношения с ним, так как не может примириться с тем, что тот — трансвестит. Также обнаруживается, что Лугоши в глубокой депрессии и зависимости от морфина. Он ложится в клинику, чтобы вылечиться от наркозависимости. Навещая Лугоши в больнице, Эд знакомится с Кэти О’Харой, которая пришла навестить своего отца. Эд приглашает её на свидание, во время которого признаётся ей в своём трансвестизме. Кэти принимает его таким. Некоторое время спустя Бела умирает.
Позже Эд просит главу баптистской церкви по имени Рейнольдс профинансировать свой новый проект — «Разорители могил из открытого космоса». Эд убеждает Рейнольдса, что этот фильм будет коммерчески успешен и соберёт достаточно денег, которых хватит, чтобы воплотить мечту Рейнольдса — серию фильмов о 12 апостолах. Но во время съёмок у них возникают конфликты. Так, баптисты вынуждают Эда сменить название на «что-нибудь менее богохульное». В результате фильм был озаглавлен как «План 9 из открытого космоса». Также финансисты критиковали подбор актёров, стиль режиссуры Эда и его трансвестизм. Из-за этого Вуд прямо во время съёмок и в женской одежде покидает съёмочную площадку и едет в ресторан Musso & Frank Grill, где встречает Орсона Уэллса. Тот вдохновляет Эда отстаивать собственное видение фильма и противостоять продюсерам. Сразу после премьеры картины в театре Pantages Эд предлагает Кэти выйти за него замуж. Та соглашается, и они вместе едут в Лас-Вегас, чтобы пожениться.

## Актёры
| Актёр                | Роль           |
| -------------------- | -------------- |
| Джонни Депп          | Эд Вуд         |
| Мартин Ландау        | Бела Лугоши    |
| Сара Джессика Паркер | Долорес Фуллер |
| Патрисия Аркетт      | Кэти О’Хара    |
| Майк Старр           | Джордж Вайс    |

| Актёр                                       | Роль             |
| ------------------------------------------- | ---------------- |
| Билл Мюррэй                                 | Банни Брекинридж |
| Джеффри Джонс                               | Джерон Крисвел   |
| Джордж «Животное» Стил                      | Тор Йонсон       |
| Джульет Ландау                              | Лоретта Кинг     |
| Винсент Д’Онофрио (озвучивает Морис Ламарш) | Орсон Уэллс      |

| Актёр        | Роль                  |
| ------------ | --------------------- |
| Макс Каселла | Пол Марко             |
| Брент Хинкли | Конрад Брукс          |
| Лиза Мэри    | Майла «Вампира» Нурми |
| Нед Беллами  | Том Мейсон            |

По словам Деппа, не прошло и 10 минут после предложения Тима Бёртона сняться в фильме, как он согласился. В то время актёр был несколько разочарован по отношению к киноискусству, а эта роль дала возможность Деппу «вытянуться в полный рост и повеселиться». А работа с Мартином Ландау «восстановила» его «любовь к актёрскому мастерству». Тогда Депп был уже знаком с некоторыми работами Эдварда Вуда через Джона Уотерса, который показал ему «Глена или Гленду» и «План 9 из открытого космоса». Чтобы лучше воплотить образ Вуда, актёр изучал актёрскую игру Джека Хейли в «Волшебнике страны Оз» (1939), где Хейли исполнил роль железного дровосека. Депп просматривал несколько выступлений Рональда Рейгана, так как считал их разновидностью слепого оптимизма, и полагал, что это идеально подходит для Вуда. Актёр также старался сымитировать низкий голос Кейси Касема и «то весьма уверенное и живое коммивояжёрное качество в его голосе». По совету Бёртона, Депп изучал игру Микки Руни в поздних фильмах о приключениях Энди Харди.
Чтобы добиться сходства с Белой Лугоши, гримёр Рик Бэйкер делал Мартину Ландау специальный протезный грим. Бейкер накладывал его таким образом, чтобы Ландау не испытывал неудобств в изображении эмоций и гримас. Для своей роли актёр посмотрел 25 фильмов с Лугоши и семь его интервью, сделанных между 1931-м и 1956 годами. Актёр Грегори Уолкотт, игравший в «Плане 9 из открытого космоса», появился в фильме в качестве камео. Он исполнял роль человека, который знакомит Вуда с Майлой «Вампирой» Нурми. Патрисия Аркетт встречалась с Кэти О’Харой во время съёмок. Актриса находила её «милой и очень приятной».
| |  |  |  |  |  |  |
| Актёрский состав «Эда Вуда» слева направо: Джонни Депп, Мартин Ландау, Сара Джессика Паркер, Патрисия Аркетт, Билл Мюррей, Джульет Ландау, Винсент Д’Онофрио |  |  |  |  |  |  |

## История создания
Идея фильма пришла сценаристам Скотту Александеру и Ларри Карезюски, когда они учились в Школе киноискусств университета Южной Калифорнии. Александер даже собирался на втором курсе сделать документальную картину о Вуде — «Человек в ангорском свитере». Однако Карезюски тогда со скептицизмом отнёсся к такой идее. Позже Александер и Карезюски вместе писали сценарии к фильмам «Трудный ребёнок» и «Трудный ребёнок 2», но работа над сценариями исключительно для семейных фильмов им обоим надоела. Тогда они написали 10-страничный набросок сценария картины о Вуде и продемонстрировали идею режиссёру Майклу Леманну, с которым они познакомились ещё в Школе киноискусств. Основой для сценарной заявки послужила биографическая книга Рудольфа Грея «Кошмар экстаза: Жизнь и творчество Эдварда Вуда-Младшего» (англ. Nightmare of Ecstasy: The Life and Art of Edward D. Wood, Jr.). Леманн представил проект продюсеру Дениз Ди Нови, с которой он работал над фильмом «Смертельное влечение». Сама Ди Нови до этого сотрудничала с Тимом Бёртоном над фильмами «Эдвард Руки-ножницы», «Бэтмен возвращается» и «Кошмар перед Рождеством». В итоге, Леманн, по контракту, должен был стать режиссёром байопика о Вуде, а Бёртон и Ди Нови — продюсерами.
Бёртон принялся за чтение «Кошмара экстаза» и некоторых писем Вуда. Он был поражён тем, что в письмах режиссёр «писал о своих фильмах так, словно он снимал „Гражданина Кейна“, несмотря на то что люди считали его картины худшими за всю историю». Бёртон признался, что всегда был поклонником Эда Вуда, поэтому фильм получился как восхищение, а не насмешка над творчеством Вуда. Отношения между ним и Лугоши в картине перекликаются с тесными отношениями Бёртона и его собственного кумира, Винсента Прайса. Бёртон говорил в своём интервью: «Знакомство с Винсентом оказало на меня невероятное влияние; такое же влияние должен был испытать Эд, встретившись со своим кумиром».
В то время Бёртон готовился к режиссированию «Мэри Рейлли» для Columbia Pictures с Вайноной Райдер в главной роли. Однако в связи с решением компании отдать эту роль Джулии Робертс, а не Райдер, Бёртон ушёл из проекта. Это подтолкнуло его к мысли взять режиссуру «Эда Вуда» в свои руки и снять фильм в короткие сроки. В результате он сам занял режиссёрское кресло, а Леманну отдал должность исполнительного продюсера. Александер и Карезюски написали 147-страничный сценарий за шесть недель. Бёртон прочёл его и сразу же утвердил в том виде, без каких-либо изменений или редактуры. «Эд Вуд» дал возможность Бёртону снять фильм, который был колоритен за счёт персонажей, а не за счёт стиля. Он сказал в интервью: «В картине, подобно этой, мне кажется, зритель не нуждается в особой раскадровке. Он работает главным образом с актёрами; и нет никаких эффектов, поэтому приходится быть спонтанным». Бёртону нравился тот факт, что Вуд мало известен массовому зрителю, благодаря чему работа над фильмом не могла быть стеснена рамками анекдотов о «худшем режиссёре». Но самым важным он считал то, что Вуд и его команда делали своё дело со страстью.
Оператором фильма был Стефан Чапски, с которым Бёртон уже работал над лентами «Эдвард Руки-ножницы» и «Бэтмен возвращается». Режиссёр решился снимать картину в чёрно-белой гамме как подражание фильмам Вуда. Освещение для съёмок также устанавливалось и подбиралось в соответствии с монохромным изображением, что дало реалистичный эффект съёмки того периода.
Изначально контракт на создание фильма был заключён со студией Columbia Pictures. Но в апреле 1993 года председатель компании Марк Кантон отклонил проект за месяц до начала съёмок из-за разногласий с Бёртоном, который настаивал на съёмке картины в чёрно-белой гамме и требовал полной творческой свободы. Тогда опционом на экранизационные права всерьёз начали интересоваться такие компании, как Paramount Pictures, Warner Bros., 20th Century Fox, но Бёртон принял предложение от The Walt Disney Company, с которой он уже работал над «Кошмаром перед Рождеством». Подобно тому фильму, «Эд Вуд» также вышел под дистрибуцией Touchstone Pictures. Disney взяла проект в свои руки с расчётом на то, что Бёртон и в дальнейшем останется работать с ней, но уже со своим следующим фильмом он вернулся к Warner Bros.. Компания выделила 18 млн долларов бюджета и предоставила Бёртону полную творческую самостоятельность, так как не видела в картине большого риска для себя. Также режиссёр отказался от своей платы за работу над проектом. Основные съёмки начались в августе 1993 года и длились 72 дня. Несмотря на то что к предыдущим шести фильмам Бёртона музыкальное сопровождение писал Дэнни Эльфман, режиссёр выбрал на место композитора Говарда Шора. Бёртон признался, что он и Эльфман испытали «творческие разногласия» в работе над «Кошмаром перед Рождеством». Таким образом, на тот момент «Эд Вуд» был вторым полнометражным фильмом Бёртона, к которому Эльфман не писал музыку (они вновь будут работать вместе над картиной «Марс атакует!»). Говард Шор использовал некоторые музыкальные темы из оригинальных фильмов Вуда для создания саундтрека к ленте Бёртона.

## Художественные особенности

### Искажение фактов биографий
Говоря об исторических неточностях, Бёртон пояснил: «это не похоже на хардкорно реалистичный байопик». Также режиссёр упомянул, что сделал Вуда излишне оптимистичной личностью. Он признал, что Вуд и его команда изображены с преувеличенной симпатией, заявив, что не желает высмеивать людей, которые уже были осмеяны. Бёртон предпочёл не вносить в картину тёмные стороны жизни Вуда, так как его письма никогда не затрагивали подобные аспекты, а были наполнены оптимизмом. В конце концов, Бёртон хотел снять фильм глазами своего героя.
В фильме Лугоши умирает одиноким и несчастным. В действительности первая его жена, с которой он прожил 20 лет ушла от него в 1953 году, но в 1955-м Лугоши заключил новый брак с Хоуп Лилинджер. Они были вместе до самой его смерти. Это, а также любые упоминания о сыне-подростке, Бэле Г. Лугоши, в фильме были опущены. Сделано это было для того, чтобы сфокусировать всё внимание на отношениях между Лугоши и Вудом. Также полностью вымышлена встреча Вуда с Орсоном Уэллсом в ресторане Musso & Frank Grill. У Лугоши в действительности были собаки крупной породы, а не чихуахуа, как это показано в фильме. «План 9 из открытого космоса» никогда не выходил в прокат в Лос-Анджелесе, а тем более не имел премьеры в театре Pantages.
Биограф Бёртона, Кен Ханке, критично отнёсся к изображению в фильме Долорес Фулер: «Реальная Фулер — это энергичная, смышлёная женщина, обладающая чувством юмора». Ханке также писал: «игра Паркер представляет её [Фулер] как нечто вроде ситкома для дебилов в первой части фильма и довольно субъективного и вовсе неприятного персонажа в более поздних сценах». В течение тех лет, что Фулер прожила с Вудом, она работала на телевидении в проектах «Queen for a Day» и «The Dinah Shore Show», факт чего в фильме не отражается. Сама Фулер также критиковала свой образ, воплощённый Паркер, но о фильме отозвалась положительно. Она говорила: «Жаль, что они не смогли изобразить более глубокой историю любви, потому что мы действительно любили друг друга. Мы стремились найти инвесторов вместе; я с таким трудом поддерживала нас с Эдом».

### Подражание фильмам Вуда
В фильме Бёртон намеренно создаёт симуляцию низкобюджетного стиля «худшего режиссёра». Так, фильм начинается с эпизода в доме с привидениями во время грозы, когда из гроба встаёт один из персонажей и знакомит зрителя с предстоящей картиной. Далее следуют начальные титры, написанные на могильных плитах в бутафорском кладбище, и заканчивается всё это летающим блюдцем, качающимся из стороны в сторону. Этот эпизод, названный Ханке «кратким изложением фильмов Эда Вуда», снят в стилистике киноработ этого режиссёра.

## Выход в прокат
Премьера фильма прошла в Линкольн-центре в рамках 32-го Нью-Йоркского кинофестиваля. Вскоре он был показан на 21-м Теллуридском кинофестивале, а затем и на 48-м Каннском.

### Кассовые сборы
«Эд Вуд» вышел в ограниченный прокат 30 сентября 1994 года всего в двух кинотеатрах, собрав 71 566 долларов. 7 октября того же года фильм вышел в широкий прокат в 623 кинотеатрах, собрав в первую неделю 1 903 768 долларов. В последующие две недели проката сборы картины стремительно падали. Так, во вторую неделю «Эд Вуд» собрал 992 427 долларов, и в третью — 470 996 долларов. Итого за четыре недели проката, включая ограниченный, кассовые сборы картины составили 4 838 456 долларов при бюджете в 18 млн долларов. Но при этом бюджет фильма в 100 раз превосходит бюджет всех фильмов Вуда вместе взятых, вышедших на тот момент.

### Критика
По иронии судьбы, один из лучших фильмов 1994 года рассказывает историю об одном из худших режиссёров всех времён и народов. «Эд Вуд» Тима Бёртона — восхитительный, из ряда вон выходящий и в конечном итоге трогательный портрет молодого человека, который пытался с самых низов проложить свой путь в Голливуд.
Несмотря на провальную кассу фильма многие критики положительно восприняли картину. Так, по данным Rotten Tomatoes, «Эд Вуд» имеет оценку 8/10, основанную на 59 рецензиях критиков, 92 % которых понравился фильм.
Для сравнения: Metacritic, основываясь на 19 рецензиях, присудил ленте средний балл 70/100. Национальный совет кинокритиков США включил «Эда Вуда» в список 10 лучших фильмов 1994 года.
Ещё до премьеры картины Роджер Эберт предполагал, что фильм окажется нечто средним между «Шоу ужасов Рокки Хоррора» и «Бульвара Сансет», но его ожидания не оправдались. По словам критика, лента больше прославляет Эдварда Вуда, нежели высмеивает его. Также он отметил, что Депп играл своего героя «с теплотой и энтузиазмом», и что это очередная картина Бёртона об аутсайдере вроде Битлджуса, Эдварда Руки-ножницы или Джека Скеллингтона. Питер Трэверс из Rolling Stone счёл фильм «комичным без жестокости, сатирическим без высокомерия и трогательным без сентиментальности», а также наиболее личным и провокационным фильмом Бёртона. Треверс крайне одобрил работу Ландау: «В карьере, которая охватывает пять десятилетий, это лучшие два часа с Ландау на экране».
Джанет Маслин из The New York Times писала, что Депп «самоутвердился» как «гарантированно великий актёр».
Тодд Маккарти из Variety задался вопросом, почему Бёртон снял биографию человека с такой сомнительной репутацией. Критик предположил, что ответ заключён режиссёром в сцене встречи Вуда с Орсоном Уэллсом, который советует молодому режиссёру упорно следовать собственному видению в своей работе. Маккарти также отметил, что Винсент Д’Онофрио идеально подходит на роль Уэллса, так как является точной копией режиссёра, каким он был в 30-х.
Джейсону Хорсли, хоть он и назвал игру Деппа «трогательной», фильм не понравился в основном из-за, по словам рецензента, мрачной тематики фильма. Критик поясняет, что Бёртон хотел, чтобы его фильм получился «причудливым» и «милым», но на самом деле жизнь Эдварда Вуда — это достаточно «мрачная тема», так как тот заблуждался в размере своего режиссёрского таланта.
Оуэн Глейберман из Entertainment Weekly назвал игру Ландау блестящей, а «красоту» картины объяснил тем, что Бёртон питает любовь к неудачникам. Хэл Хинсон из The Washington Post заявил, что «Эд Вуд» — возможно, самый солнечный фильм о сексуальных девиациях, когда либо снятый. Обозреватель расхвалил актёрский состав, назвав игру Деппа «потрясающе умелой работой», Ландау — «поражающей», и особенно выделив из второстепенного состава Билла Мюррея. Также положительно отзывался об игре Ландау критик из San Francisco Chronicle, Эдвард Гутманн, назвав актёра «безусловным победителем» картины. Негативную оценку фильму дал Джеймс Берардинелли. По мнению рецензента, одна из проблем ленты в том, что единственным «хорошо развитым» персонажем в ней является Бела Лугоши, а все остальные играли «преднамеренно вычурно». Дэвид Безансон с Filmcritic.com пишет: «Фильм Бёртона возвращает нас в золотой век Голливуда, является последней данью этому жалкому режиссёру и не делает выводов».
Элисон Макмэхан, анализируя картину, писала, что жизнь Эдварда Вуда является идеальной темой для байопика Бёртона, так как оба режиссёра, по её мнению, снимали патафизические картины, а сам Вуд — изгой общества, что роднит его с бёртоновскими персонажами. Но данный байопик, пишет Макмэхан, не патафизический, так как основывается на фактах, а не на вымысле, хотя фильм и содержит долю фантазии. Джим Хоберман считает, что лента канонизирует Вуда, «романтизирует нереалистичную, невнимательную и бессмертную любовь к кинематографу», а чудаковатость Вуда, по словам критика, — это «необходимый аксессуар его страсти к кинопроизводству». Кейт Букер считает «Эда Вуда» постмодернистской картиной. Она находит в ней характерное для голливудского постмодерна пренебрежение более-менее великими деятелями кино и широкий интерес к наихудшим режиссёрам, а также постмодернистскую ностальгию по 1950-м, по тому «незатейливому времени, когда было ещё возможно снять и даже распространить подобные богомерзкие фильмы». Ещё один признак этого жанра, по мнению Букер, — это симуляция небрежного и низкобюджетного стиля Вуда. Рецензент также отметила, как Депп «хорошо передаёт идиотский оптимизм» и энтузиазм Вуда, «блестящую» игру Ландау, прокомментировав его персонажа: «Лугоши изображён в фильме как жалкая фигура, тень от себя прежнего, живущая в виртуальном музее его ранних картин и погружённый в ностальгию по 1930-м годам, когда его карьера была на пике».

### Награды и номинации
| Год  | Премия                                     | Категория                                                   | Лауреат или номинант                  | Итог      |               |
| ---- | ------------------------------------------ | ----------------------------------------------------------- | ------------------------------------- | --------- | ------------- |
| 1994 | Общество кинокритиков Бостона              | Лучший актёр второго плана                                  | Мартин Ландау                         | Победа    | [ 38 ]        |
| 1994 | Общество кинокритиков Бостона              | Лучшая операторская работа                                  | Стефан Чапски                         | Победа    | [ 38 ]        |
| 1994 | Ассоциация кинокритиков Чикаго             | Лучший актёр второго плана                                  | Мартин Ландау                         | Победа    | [ 39 ]        |
| 1994 | Ассоциация кинокритиков Чикаго             | Лучший актёр                                                | Джонни Депп                           | Номинация | [ 40 ]        |
| 1994 | Ассоциация кинокритиков Чикаго             | Лучший режиссёр                                             | Тим Бёртон                            | Номинация | [ 40 ]        |
| 1994 | Круг кинокритиков Канзаса                  | Лучший актёр второго плана                                  | Мартин Ландау                         | Победа    | [ 41 ]        |
| 1994 | Ассоциация кинокритиков Лос-Анджелеса      | Лучший актёр второго плана                                  | Мартин Ландау                         | Победа    | [ 42 ]        |
| 1994 | Ассоциация кинокритиков Лос-Анджелеса      | Лучшая операторская работа                                  | Стефан Чапски                         | Победа    | [ 42 ]        |
| 1994 | Ассоциация кинокритиков Лос-Анджелеса      | Лучшая музыка                                               | Говард Шор                            | Победа    | [ 42 ]        |
| 1994 | Национальное общество кинокритиков США     | Лучший актёр второго плана                                  | Мартин Ландау                         | Победа    | [ 43 ]        |
| 1994 | Национальное общество кинокритиков США     | Лучшая операторская работа                                  | Стефан Чапски                         | Победа    | [ 43 ]        |
| 1994 | Круг кинокритиков Нью-Йорка                | Лучший актёр второго плана                                  | Мартин Ландау                         | Победа    | [ 44 ]        |
| 1994 | Круг кинокритиков Нью-Йорка                | Лучший оператор                                             | Стефан Чапски                         | Победа    | [ 44 ]        |
| 1994 | Общество кинокритиков Юго-Востока США      | Лучший актёр второго плана                                  | Мартин Ландау                         | Победа    | [ 45 ]        |
| 1994 | Общество кинокритиков Техаса               | Лучший актёр второго плана                                  | Мартин Ландау                         | Победа    | [ 40 ]        |
| 1995 | Оскар                                      | Лучшая мужская роль второго плана                           | Мартин Ландау                         | Победа    | [ 46 ] [ 47 ] |
| 1995 | Оскар                                      | Лучший грим                                                 | Рик Бэйкер, Ве Нилл, Иоланда Туссиенг | Победа    | [ 46 ] [ 47 ] |
| 1995 | Золотой глобус                             | Лучшая мужская роль второго плана                           | Мартин Ландау                         | Победа    | [ 48 ]        |
| 1995 | Золотой глобус                             | Лучшая комедия или мюзикл                                   | Лучшая комедия или мюзикл             | Номинация | [ 49 ]        |
| 1995 | Золотой глобус                             | Лучшая мужская роль в комедии или мюзикле                   | Джонни Депп                           | Номинация | [ 49 ]        |
| 1995 | Каннский кинофестиваль                     | Золотая пальмовая ветвь                                     | Тим Бёртон                            | Номинация | [ 50 ]        |
| 1995 | Сатурн                                     | Лучший фильм-фэнтези                                        | Лучший фильм-фэнтези                  | Номинация | [ 40 ]        |
| 1995 | Сатурн                                     | Лучший актёр                                                | Мартин Ландау                         | Победа    | [ 51 ]        |
| 1995 | Сатурн                                     | Лучшая музыка                                               | Говард Шор                            | Победа    | [ 51 ]        |
| 1995 | Сатурн                                     | Лучший сценарий                                             | Скотт Александер, Ларри Карезюски     | Номинация | [ 40 ]        |
| 1995 | Сатурн                                     | Лучший грим                                                 | Рик Бэйкер, Ве Нилл                   | Победа    | [ 51 ] [ 52 ] |
| 1995 | Премия Гильдии киноактёров США             | Лучшая мужская роль второго плана                           | Мартин Ландау                         | Победа    | [ 53 ]        |
| 1995 | Гильдия сценаристов Америки                | Лучший оригинальный сценарий                                | Скотт Александер, Ларри Карезюски     | Номинация | [ 54 ]        |
| 1995 | American Comedy Awards                     | Самый смешной актёр второго плана                           | Мартин Ландау                         | Победа    | [ 40 ]        |
| 1995 | Премия Лондонского кружка кинокритиков     | Актёр года                                                  | Джонни Депп                           | Победа    | [ 55 ]        |
| 1995 | Ассоциация кинокритиков Аргентины          | Лучший иностранный фильм                                    | Лучший иностранный фильм              | Номинация | [ 56 ]        |
| 1995 | Премия кружка киносценаристов              | Лучший иностранный фильм                                    | Лучший иностранный фильм              | Победа    | [ 57 ]        |
| 1995 | Ассоциация кинокритиков Далласа—Форт-Уэрта | Лучший актёр второго плана                                  | Мартин Ландау                         | Победа    | [ 40 ]        |
| 1996 | BAFTA                                      | Лучшая мужская роль второго плана                           | Мартин Ландау                         | Номинация | [ 58 ]        |
| 1996 | BAFTA                                      | Лучший грим                                                 | Рик Бэйкер, Ве Нилл, Иоланда Туссиенг | Номинация | [ 58 ]        |
| 1996 | Грэмми                                     | Лучшая инструментальная композиция для кино или телевидения | Говард Шор                            | Номинация | [ 40 ]        |
| 2005 | Спутник                                    | Лучшие дополнительные материалы в DVD                       | Лучшие дополнительные материалы в DVD | Номинация | [ 40 ]        |

### DVD, Blu-ray и VHS-издания
| Дата выхода DVD | Дата выхода DVD | Дата выхода DVD | Дата выхода DVD | Дата выхода Blu-ray | Дата выхода Blu-ray | Дата выхода Blu-ray | Дата выхода VHS | Дата выхода VHS | Дата выхода VHS |
| Регион 1        | Регион 2        | Регион 4        | Регион 5        | Регион А            | Регион В            | Регион С            | США             | Великобритания  | Россия          |
| --------------- | --------------- | --------------- | --------------- | ------------------- | ------------------- | ------------------- | --------------- | --------------- | --------------- |
| 19 октября 2004 | 14 октября 2002 | 7 июля 2003     | N/A             | 18 сентября 2012    | 14 ноября 2012      | N/A                 | 13 августа 2002 | 27 декабря 1999 | 2000 год        |

Изначально датой выхода DVD-издания «Эда Вуда» в первом регионе было названо 13 августа 2002 года, но 25 июля Buena Vista Home Entertainment сообщила об отложении ранее намеченного срока релиза без объявления нового. Только в начале ноября 2003 года компания анонсировала новую дату — 3 февраля 2004-го, но выход вновь был отложен, и DVD оказалось в продаже только 19 октября того же года. Издание включало в себя фильм в широкоэкранном анаморфированном формате 1.85:1, аудио на английском языке в формате Dolby Digital 5.0, английские субтитры, анимированное меню (например, зрители бросали попкорн в экран во время переходов между опциями) и дополнительные материалы: аудиокомментарии Тима Бёртона, Мартина Ландау, Скотта Александера, Ларри Карезюски, Стефана Чапски и художницы по костюмам Коллин Этвуд; 14-минутный ролик «Let’s Shoot this F#*%@r!», демонстрирующий кадры со съёмочной площадки с комментариями Джонни Деппа; 7-минутный ролик «The Theramin» — рассказ Говарда Шора о музыке к фильму; «Making Bela» — ролик о том, как Ландау «превращался» в Белу Лугоши; «Pie Plates over Hollywood» — 13-минутный рассказ художника-постановщика Тома Даффилда о сложностях съёмки чёрно-белого фильма; а также пять удалённых сцен общей сложностью пять минут (первые две из них связаны со сценой похищения чучела осьминога, третья — сцена с семьёй Тора Джонсона, четвёртая — ссора Эда и Долорес, и пятая — Банни Брекинридж вместе с марьячи поёт «Que Sera Sera» на мясоупаковочном заводе). Издание также содержало пасхальное яйцо — это ещё одна удалённая сцена, в которой Бела хочет играть в романтическом фильме, но его уговаривают сыграть доктора Акулу.
Издание четвёртого региона, вышедшее 7 июля 2003 года, включало в себя аудиокомментарии актёров и создателей фильма, пять роликов о создании картины, анимированное меню, трейлер и музыкальный клип, а также четыре аудиодорожки на двух языках (английском и испанском) и субтитры на шести языках.
В марте 2012 года The Walt Disney Pictures анонсировала выход Blu-ray-издания «Эда Вуда» на ближайшую осень. Компания отметила, что диск будет содержать подвергнутую ремастерингу версию фильма. В регионе А Blu-ray вышло 18 сентября 2012 года, в регионе В — 14 ноября.